# Голубень (сборник стихов Есенина)
Голубень — поэтический сборник 1918 года русского поэта Сергея Есенина (1895—1925). Вышел между 16 и 22 мая 1918 года в Петрограде.
В «Книжной летописи» не учтена.

## Содержание
Состоит из трёх частей: Голубень, Под отчим кровом, Златой посев. В них 34 стихотворения. Из них впервые опубликовано только одно — «Пропавший месяц». Остальные произведения печатались в журналах и непериодических изданиях 1916—1917 гг.
Голубень: Октоих, с эпиграфом: «Гласом моим пожру Тя, Господи. Ц. О.»; «За темной прядью перелесиц…»; «В том краю, где жёлтая крапива…»; «Я снова здесь, в семье родной…»; «Не бродить, не мять в кустах багряных…»; «Осень», с посвящением: «Р. В. Иванову»; «О красном вечере задумалась дорога…»; «Нощь и поле, и крик петухов…»; «О край дождей и непогоды…».
Под отчим кровом: «Пропавший месяц»; «Под красным вязом крыльцо и двор…»; «Не напрасно дули ветры…»; «Корова»; «Твой глас незримый, как дым в избе…»; «Заглушила засуха засевки…»; «Не от холода рябинушка дрожит…»; «Весна на радость не похожа…»; «К теплому свету, на отчий порог…»; «Заря над полем — как красный тын…»; «Алый мрак в небесной черни…»; «О товарищах веселых…».
Златой посев: «Ус»; «Песня, луг, реки затоны…» <"Колокольчик среброзвонный…">; «Запели тесаные дроги…»; «Голубень»; «Прощай, родная пуща…»; «Покраснела рябина…»; «В лунном кружеве украдкой…»; «То не тучи бродят за овином…»; «Тучи с ожерёба…»; «Лисица», с посвящением: «А. М. Ремизову»; «О Русь, взмахни крылами…»; «Гляну в поле, гляну в небо…»; «Там, где вечно дремлет тайна…».

## История
Зимой 1918 года Есенин готовит наборный экземпляр сборника «Голубень». Он включает в него переписанные набело тексты стихотворений «Я снова здесь, в семье родной…», «Нощь и поле, и крик петухов…», «О край дождей и непогоды…», «Не напрасно дули ветры…», «Там, где вечно дремлет тайна…», «Лисица» и др.; повторно правит подготовленные для набора автографы стихотворений «Голубень», «Запели тесаные дроги…», а также поэмы «Октоих».
21 февраля Есенин получает в издательстве «Революционный социализм» 200 рублей «в счет гонорара за „Голубень“» и оставляет расписку в получении денег.
Книга вышла в период 16—22 мая 1918 года. Датируется по заметкам в газетах «Знамя труда» (М., 1918, 16 (3) мая, № 202) и «Жизнь» (М., 1918, 24(11) мая, № 24).
Май, 16. Газета «Знамя труда» (№ 202) помещает объявление издательства «Революционный социализм»: «Печатаются и на днях поступают в продажу: <…> С. Есенин. Голубень. Сборник стихов. Ц. 2 р.».

## Отклики современников
27 Июня в газете «Раннее утро» (№ 117) в рубрике «Библиография» выходит рецензия Н. В. Рыковского (за подписью: Ник. Р-ий) на книгу Есенина «Голубень»:
«Автор „Голубени“ — родной брат по духу поэта-народника Н. Клюева. Оба они пришли от „земли“ со звонкими свирелями славянских лелей. Оба одинаково чужды психологии города и тяжко им в его каменном плену…
Молитвами полей, заговорами лесов и мудрой тишиной глубин озерных веет от книги стихов С. Есенина. Они крепки, сочны. Но иногда… пожалуй, грубы. Досадно попадаются небрежные рифмы (деду — кедру; рощ — дождь; дед — звезд и т. д.). Встречаются и тяжелые, эстетически не приемлемые образы. Напр.: „Тучи с ожерёба ржут, как сто кобыл <…>“.
Но все же подлинный, „милостью Божьей“ поэт С. Есенин. И дано ему читать сокровенные для многих знаки книги бытия. „Из трав мы вяжем книги. Слова трясем с двух пол…“ — говорит про себя и своих братьев по духу — поэтов С. Есенин. И этими образными строками верно определяет характер своего поэтического творчества. Книга „Голубень“ возникла в час мудрых наитий. Осенен ими Есенин в своих мотивах у древнего аналоя земли.
И как ни оглушительны гуды городских автомобилей, как ни шумны голоса и топоты несчетных толп современных Вавилонов, — всё же звонкая свирель Леля Есенина звучит над нами благостным зовом к первозданному лону, к матери-земле».
8 июля «Еженедельник политики, литературы и общественности» «Понедельник „Народного слова“» (№ 11) помещает рецензию А. Б. Дермана. В ней говорится, что книга поэта «читается со смешанным чувством радости, досады и страха»: Есенин — «светлый, играющий талант», но «устоит ли этот талант в борьбе с разрушительными силами?» Когда он теряет «нечаянную непосредственность», то «делается нарочитым» до безвкусицы, но главное — «чтобы не испортился вконец этот прелестный талант».
20 июля газета «Рабочий край» (Иваново-Вознесенск, № 110) даёт рецензию Д. Н. Семёновского (за подписью: С.) в рубрике «Библиография»:
«…Это — тоненькая брошюрка; стихи небрежны, сделаны кое-как, а часто бессмысленны и кощунственны. У Есенина „смерть в потемках точит бритву“, — очевидно, она представляется поэту каким-то парикмахером. Дождь у него „пляшет, сняв порты“, „тучи с ожерёба ржут, как сто кобыл“, а Божье имя „пухнет в животе овцы“. А что значит такое выражение: „Жалобно, грустно и тоще В землю вопьются рога“…? Или: „Изба-старуха челюстью порога Жует пахучий мякиш тишины“… Подобных примеров безвкусицы можно бы привести массу, но мы, чтобы не утомлять читателя, ограничимся этим. Перелистывая книжку, спрашиваешь себя: „Нужно ли это кому-нибудь?“
И все же Есенину нельзя отказать в таланте. В сборнике есть строчки почти прекрасные. Иногда поэт обнаруживает тонкую наблюдательность: „И кажется с тропы далекой: Вода качает берега“.
Иногда — уменье создавать выразительные импрессионистские образы: „Желтый хвост в метель Упал пожаром“…
Хороши три стихотворения: „За темной прядью перелесиц…“, „Молебен“ и „Лисица“. Хочется думать, что в следующих книжках Есенина достоинств будет больше, чем недостатков».
29 сентября газета «Мир» (№ 46) в разделе «Библиография» печатает рецензию А. Оленина:
«…Певец неисходных часов родины, встающей гигантом в душе поэта, в то же время принимает великое её бремя, несущее в „коровьих глазах“ новое христианство в опозоренный мир. Вся книга Сергея Есенина — откровения простой крестьянской души, сеющие яркие цветы на полях нашей родины. Библейские мотивы, столь излюбленные Есениным, являются главным основанием его творчества.
„Гласом моим пожру тя, Господи“. Вот эпиграф к первому стихотворению в книге „Октоих“. И сходит Господь „светом книги Голубиной и поит ею уста поэта“.
Выросшему под соломенной крышей деревенской хаты, вспоенному молоком рыжих коров близко желание мировой бури, и идет он навстречу этой буре, покидая „златой родник“ и поля, над которыми „Плывут и рвутся тучи о солнечный родник“ <у Есенина: сошник>.
Вся книга овеяна какой-то свежестью, которая очистительным маслом льется с её певучих страниц.
С точки зрения формы стиха, книга особенного интереса не представляет. Ямбические строфы в книге употребляются чаще всего. Иногда встречаются стихи, которые заставляют желать более серьёзной работы над строкой.
Приять „Голубень“ разбойного, вольного Есенина, значит приять иную крепь обновленной России».

## Публикации
- Есенин С. А. Голубень. — Петроград: Революционный социализм, 1918, 78, [2] с., 2 руб., тираж не установлен.
- Есенин С. А. Голубень. — М.: Издательство Московской трудовой артели художников слова, 1920.
- Есенин С. А. Избранное. — М.: ГИЗ, 1922.
- Есенин С. А. Собрание стихов и поэм. — П.—М.—Берлин: Издатель З. И. Гржебин, 1922. — Т. 1. Второй том издан не был.